# M14 (Mine)

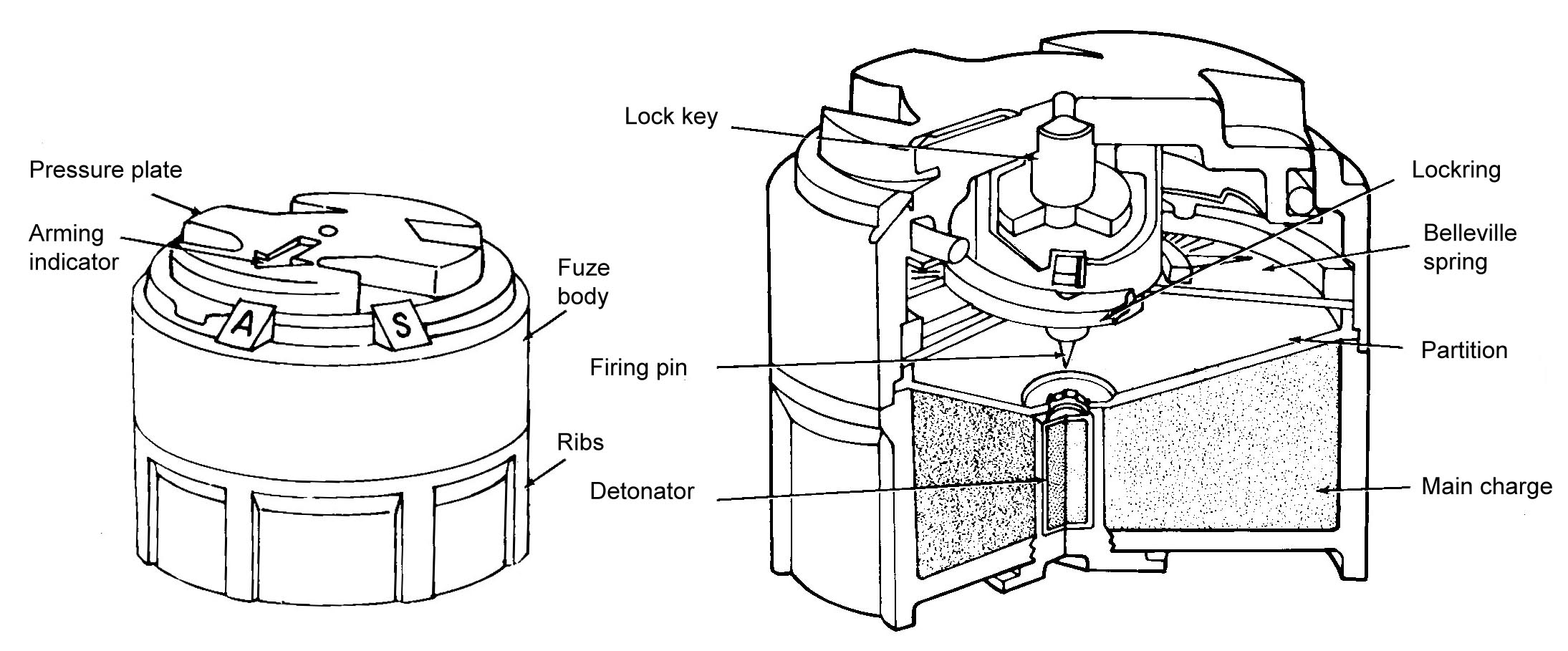
Schemazeichnung einer M14-Mine

Die M14-Mine ist eine Antipersonenmine der US-Streitkräfte.

## Geschichte
Die Mine wurde in den frühen 1950er Jahren eingeführt und im Jahre 1974 zuletzt produziert. Es befinden sich noch viele M14 in den Vorratsbeständen. Es ist nicht geplant, die Bestände durch Neukäufe aufzustocken.

## Aufbau, Wirkung
Die M14 ist komplett aus Kunststoff gefertigt und mit 28 g Tetryl als Sprengstoff gefüllt. Sie hat eine zylindrische Form mit einem Durchmesser von 56 mm und eine Höhe von 40 mm und ein Gesamtgewicht von 100 g. Die Sprengwirkung der Mine wurde so ausgelegt, dass sie Menschen verstümmeln, aber nicht töten soll, da ein verwundeter Soldat andere Soldaten zu seiner Versorgung bindet und Verwundete nach allgemeiner Doktrin die Truppenmoral stärker schwächen als Tote. Die Schädigung des Opfers erfolgt rein durch die Sprengwirkung des Sprengstoffes und die Splitter des Kunststoffgehäuses. Die Mine enthält keine zusätzlichen Splitter.

### Zündung
Die Zündung der Explosivladung erfolgt durch eine Druckplatte an der Oberseite. Die Mine ist mit einem Sicherungsclip versehen. Dieser wird nach dem Ablegen der Mine abgezogen und die Mine ist unbegrenzte Zeit scharf. Die Mine verfügt, im Gegensatz zu modernen Minen, nicht über eine Selbstzerstörungsvorrichtung und kann so unter Umständen über Jahrzehnte hinweg eine Gefahrenquelle darstellen. Die M14 ist nicht mit einem Zündmechanismus zum Verhindern des Aufhebens versehen.

### Einsatzgebiet
Die M14 wird verwendet, um natürliche oder künstliche Hindernisse für feindliche Truppen schwerer überwindbar zu machen. Auch wird sie zusammen mit Antipanzerminen verlegt, um deren Räumung zu erschweren. Durch Auslegung von Minenfeldern soll auch die Bewegungsfreiheit feindlicher Truppen eingeschränkt, die eigene Flanke gesichert und wie oben beschrieben die Moral des Feindes gesenkt werden.

### Räumung
Die M14 ist komplett aus Kunststoff gefertigt und so sehr schwer zu räumen. Die Minen wurden durch Ankleben einer Metallscheibe auf den Boden des Kunststoffgehäuses modifiziert, was die Räumung der Minen erleichtern soll. Folglich ist die Verwendung nicht modifizierter Minen nicht zugelassen.

## Technische Daten
- Status: in Gebrauch
- Scharfschaltung: manuell über Sicherungsclip
- Zeit bis die Mine scharf ist: sofort
- Zündung: Druckplatte an der Oberseite
- Ladung: 28,3 g (1 Unze) Tetryl
- Sensorreichweite: punktuell über Druckplatte
- Auslösedruck: 11 bis 16 kg
- Sprengfalle gegen Aufheben: keine
- Selbstzerstörung: keine
- Gewicht: 93,6 g; mit Zünder 99,4 g
- Durchmesser: 56 mm
- Höhe: 40 mm
- Produktionszeitraum: von ca. 1950 bis 1974